# Placówka Straży Celnej „Szczupliny”

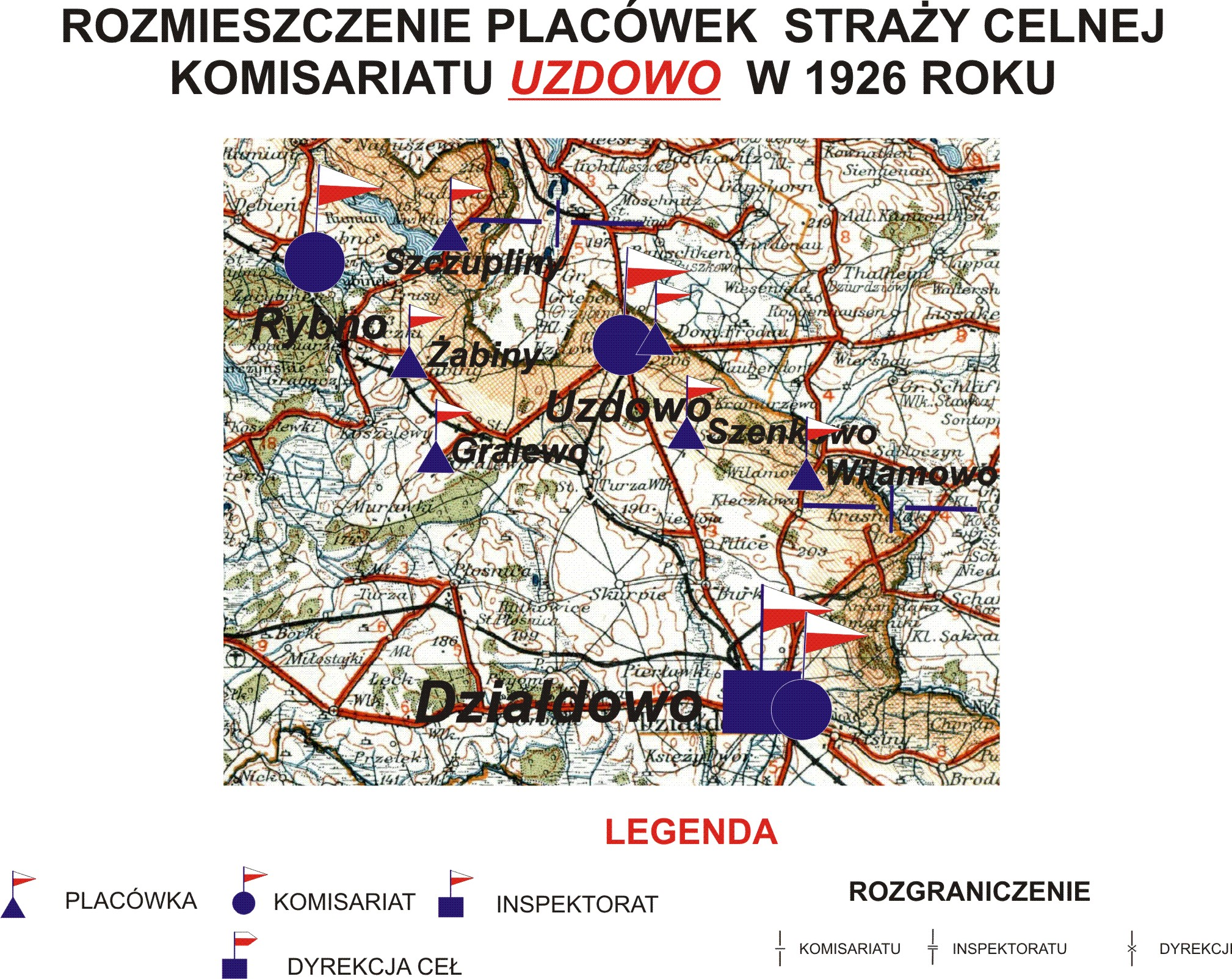
Rozmieszczenie placówek SC komisariatu "Uzdowo" w 1926 roku

Placówka Straży Celnej „Szczupliny” – jednostka organizacyjna Straży Celnej pełniąca w okresie międzywojennym służbę ochronną na granicy polsko-niemieckiej.

## Formowanie i zmiany organizacyjne
Na wniosek Ministerstwa Skarbu, uchwałą z 10 marca 1920 roku, powołano do życia Straż Celną. Jednostki Straży Celnej rozpoczęły przejmowanie odcinków granicy od pododdziałów Batalionów Celnych. W 1921 roku w Rybnie stacjonował sztab 4 kompanii 13 batalionu celnego. Kompania wystawiała między innymi placówkę w Szczuplinach. Proces tworzenia Straży Celnej trwał do końca 1922 roku. Placówka Straży Celnej „Szczupliny” weszła w podporządkowanie komisariatu Straży Celnej „Uzdowo” z Inspektoratu SC „Działdowo”.
W drugiej połowie 1927 roku przystąpiono do gruntownej reorganizacji Straży Celnej. W praktyce skutkowało to rozwiązaniem tej formacji granicznej. Ochronę północnej, zachodniej i południowej granicy państwa przejęła powołana z dniem 2 kwietnia 1928 roku Straż Graniczna.
Rozkazem nr 1 z 12 marca 1928 roku w sprawach organizacji Mazowieckiego Inspektoratu Okręgowego Naczelny Inspektor Straży Celnej gen. bryg. Stefan Pasławski określił strukturę organizacyjną komisariatu SG „Hartowiec”. Placówka Straży Granicznej I linii „Szczupliny” znalazła się w jego strukturze.

## Służba graniczna
Sąsiednie placówki
- placówka Straży Celnej „Żabiny” ⇔ placówka Straży Celnej „Wądzyn” − 1926[9]

## Funkcjonariusze placówki
Kierownicy placówki
| stopień          | imię i nazwisko, numer  | okres pełnienia służby | kolejne stanowisko |
| ---------------- | ----------------------- | ---------------------- | ------------------ |
| starszy strażnik | Antoni Szczerbal (2694) | był w 1926             |                    |

Obsada personalna placówki w 1926:
- przodownik
- starszy strażnik Antoni Szczerbal (2694)
- starszy strażnik Teodor Milejczak (2579)
- strażnik Tomasz Romecki (2674)
- strażnik Stefan Potrawiak (2644)
- strażnik Franciszek Jędrzejczak (2504)
- strażnik Bronisław Czekała (500)